# Nyala
A nyala (Tragelaphus angasii) az emlősök (Mammalia) osztályának párosujjú patások (Artiodactyla) rendjébe, ezen belül a tülkösszarvúak (Bovidae) családjába és a tulokformák (Bovinae) alcsaládjába tartozó faj. 
Neve szuahéli eredetű, a latin név pedig a 19. századi George Francis Angas, több afrikai állat megfestője emlékét őrzi.

## Előfordulása
A nyala eredetileg az alábbi országokban fordul elő: Malawi, Mozambik, Zimbabwe. A Dél-afrikai Köztársaság Natal és Kelet-Transvaal tartományában valamint Szváziföldön nagy példányszámban él magánbirtokokon, kívül természetes elterjedési területén. Élőhelyéül alapvetően a nyíltabb fás részekkel tartkított bozótosokat választja.

## Megjelenése
A nyala nemének többi képviselőjéhez hasonlóan a közepes termetű antilopok közé tartozik, és a két nem között jelentős szín- és méretbeli eltérések akadnak. A kicsi, kecses, szarv nélküli tehenek világosbarnás homokszínűek, orruk és farkuk vége illetve a gerinc mentén végigfutó háti csík fekete, míg oldalukon 10 vagy több közel függőleges fehér csík fut le néhány elszórt pettyel tarkítva. A bikák ezzel szemben sötétszürke színezetűek, a lábszáruk viszont feltűnő narancsszínű. Szőrzetük a nyakukon és a hasukon illetve a hátuk közepén sörényszerű, hosszabb. A fehér csíkok és pettyek itt is megfigyelhetőek, emellett a szemek között az arckoponyán is van egy fehér folt.
A bikák átlagosan 98-125 kilogrammot nyomnak, marmagasságuk általában meghaladja az 1 métert (akár 120 centiméter is lehet), testhosszuk pedig közel 2 méter is lehet. A tehenek ezzel szemben alig 55-68 kilogramm tömegűek, marmagasságuk 80 centimétertől 1 méterig terjed, testhosszuk pedig kb. 1,5 méter. A bikák egy-másfélszer csavart tülkei 60-83 centiméter hosszúak, hegyük pedig sárga.

## Életmódja
A nyalák alapvetően társas, nem territoriális állatok, kisebb csordákban élnek, amelyek folyamatosan vándorolnak. Leginkább este és éjszaka aktívak, amikor elviselhetőbb a hőmérséklet, egyébként a bozótban rejtőzködnek. Mivel számos ragadozó fenyegeti őket, a nyalák folyton figyelnek – saját, ugató jelzőhangjuk mellett más állatok, így például az impalák, páviánok, kuduk figyelmeztetésére is menekülnek. Táplálékukat különféle növények, így perjefélék, gyümölcsök, teszik ki, de elsősorban lombokkal táplálkoznak.

## Szaporodása
A nyalák szaporodása nem évszakhoz kötött, de tavasszal és ősszel megfigyelhető egy nagyobb és egy kisebb csúcsidőszak. A nyalatehenek 19 napig sárlanak, ebben az időszakban heves, olykor súlyos sérüléseket vagy akár halált okozó harcok dúlnak a bikák között. A győztes bika két napon keresztül udvarol a tehénnek, aki a sikeres megtermékenyítést követően 7 hónapos vemhesség után elli meg egyetlen, kb. 5 kilogrammos borját a sűrű bozótban, védett helyen. Az ifjú nyala kb. 18 napig itt is marad, csak eztán csatlakozik a csordához. A borjak a következő utód születéséig maradnak anyjukkal. A nőstények 1 évesen, a bikák másfél éves korukra érik el az ivarérettséget. A tehenek anyjuk csordájával maradnak, de a fiatal hímek legénycsordákba tömörülnek, és 5 éves koruk előtt gyakorlatilag nincs esélyük a szaporodásra.

## Védettsége
A Nemzetközi Vörös Könyvet kiadó IUCN szerint mérsékelten veszélyeztetett, a CITES egyik függelékébe sem vette fel.

## Képek

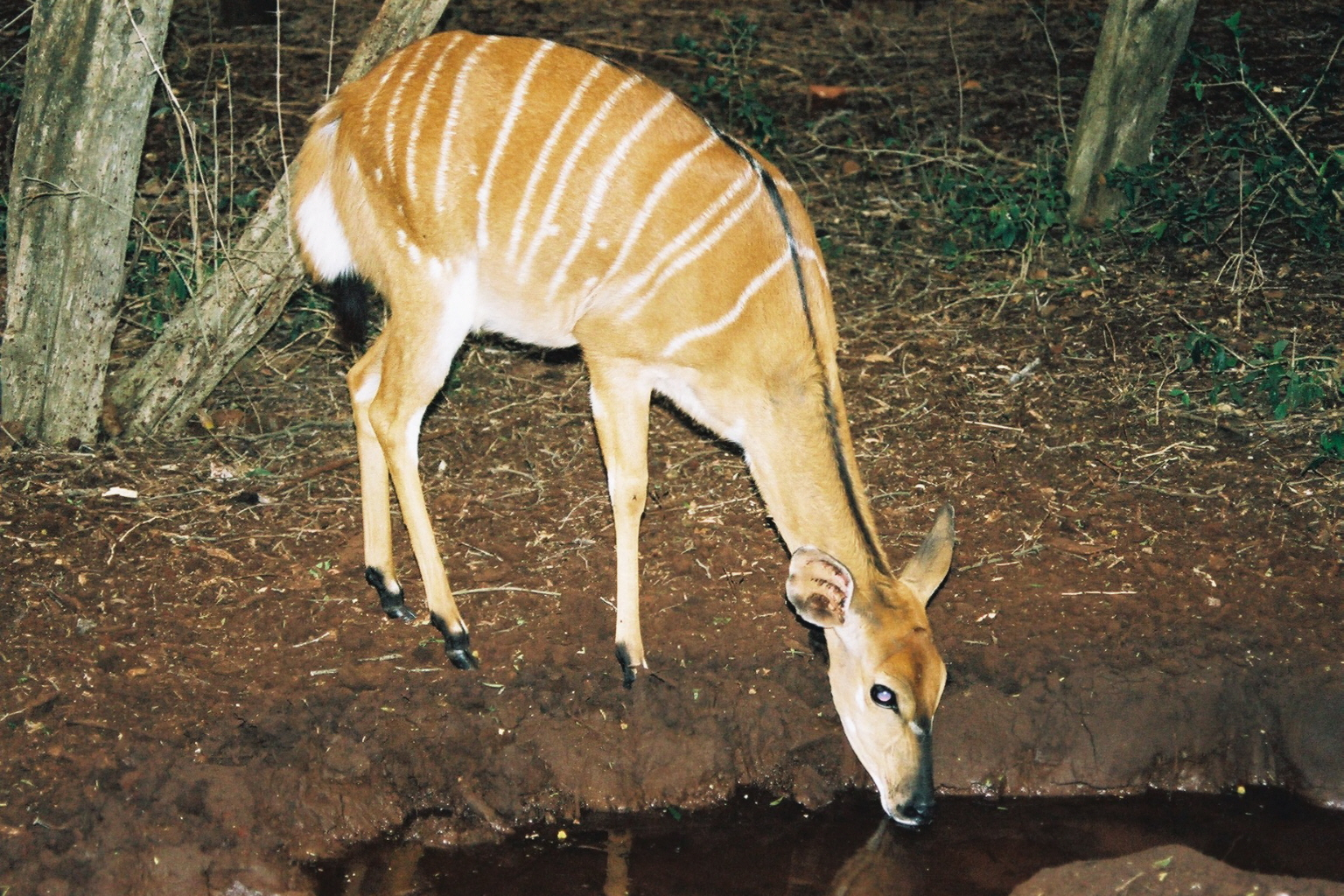
Éjszaka ivó nyalatehén
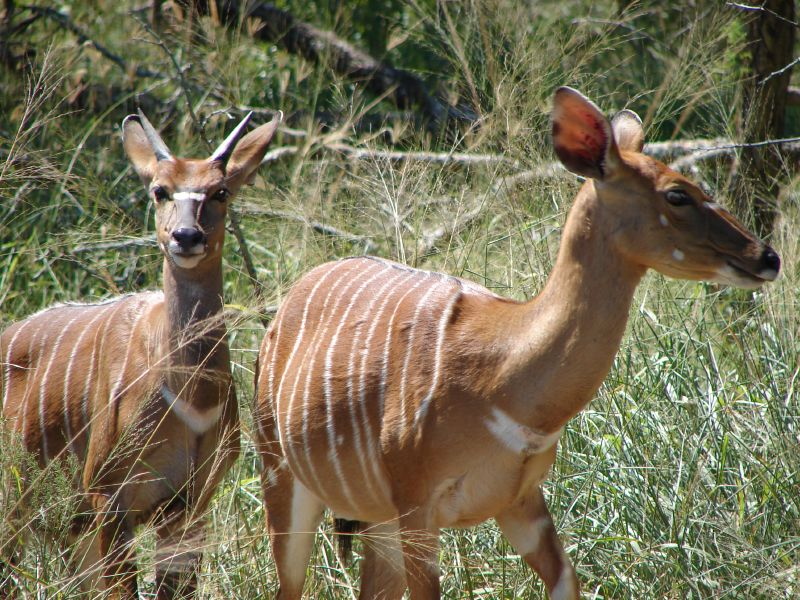